# فيرجيل غريفث

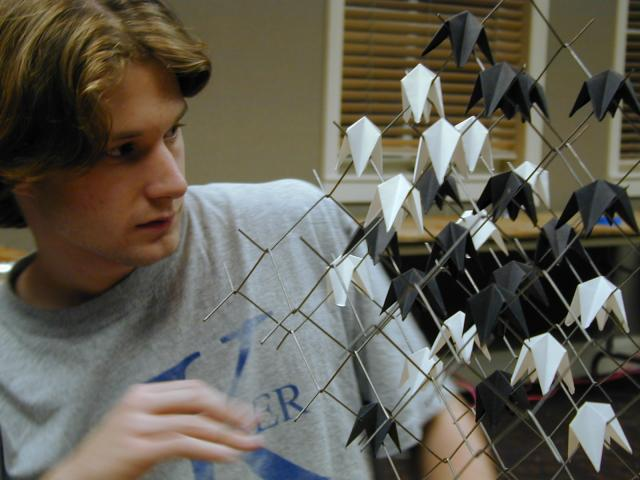
فيرجيل غريفث.

فيرجيل غريفث (بالإنجليزية: Virgil Griffith) (مواليد 1983 في ألاباما) هو هاكر أمريكي اشتهر بالدعوة القضائية مع شركة بلاك بوورد إنك. "Blackboard Inc". كما عرف بسبب اختراعه لويكي سكانر.
سبق له نشر أوراق حول الحياة الاصطناعية. درس في جامعة ألاباما، وهو حاليا طالب دراسات عليا في معهد كاليفورنيا للتكنولوجيا.